# Saposhnikovia divaricata
Saposhnikovia divaricata este o specie de plante din familia Apiaceae. Este singura specie din genul Saposhnikovia. Este găsită în Asia, arealul său cuprinzând zece provincii din China, precum și Coreea, Japonia, Mongolia și estul Siberiei (Rusia).

## Publicarea numelui binomial
Numele actual Saposhnikovia divaricata (Turczaninow) Schischkin a fost dat în lucrarea Șișkin, Boris & Bobrov, Evgheni. Fl. URSS. 17 : 54. 1951. Prima descriere a fost făcută în anul 1844 de Nikolai Turcvaninov sub numele de Stenocoelium divaricatum în Bull. Soc. Imp. Naturalistes Moscou 17 : 734.

## Descriere
Saposhnikovia divaricata este o specie de plante perene cu multe ramuri. Înălțimea sa este de 30–100 de centimetri. Frunzele bazale sunt multe, iar pețiolurile sunt turtite și au teaca ovată cu o lungime de 2–6,5 cm. Marginile frunzelor sunt alungite-ovate spre largi-ovate, până la 14–35 x 6–18 cm. Florile sunt de culoare albă sau galbenă, iar petalele au în jur de 1,5 mm. Mericarpurile sunt ovate larg spre alungite, plate, de până la 5 x 3 mm și sunt tuberculate când sunt tinere, dar devin netede la maturitate, iar nervurile laterale au aripi. Înflorirea are loc în perioada august–septembrie, iar producerea fructelor în perioada septembrie–octombrie.

## Răspândire și habitat
Specia Saposhnikovia divaricata este găsită în China, în provinciile Mongolia Interioară, Hebei, Shandong, Henan, Shanxi, Shaanxi, Hunan, Heilongjiang, Jilin și Liaoning. Este găsită de asemenea și în Coreea, Japonia, Mongolia și în Rusia, în estul Siberiei. Habitatul său include coaste de deal, pante pietroase, pajiști, zone cu arbuști, margini de străzi și margini de anumite terenuri agricole. Altitudinea la care crește este de 400–800 de metri.

## Recoltare
Cea mai mare parte a materialelor medicinale ale speciei Saposhnikovia divaricata este produsă în provinciile Heilongjiang, Jilin, Mongolia Interioară și Hebei. Rădăcinile excavate ale celor cu tulpină de floare care nu încolțește sunt recoltate în timpul primăverii și în timpul toamnei.

## Fitochimie
În conformitate cu cercetarea fundamentală, rădăcinile și semințele speciei Saposhnikovia divaricata conțin o varietate de fitonutrienți. Uleiul esențial din rădăcini conține de asemenea fitonutrienți.